# Jozerand
Jozerand (fino al 2009 Joserand) è un comune francese di 457 abitanti situato nel dipartimento del Puy-de-Dôme nella regione dell'Alvernia-Rodano-Alpi.

## Società

### Evoluzione demografica
Abitanti censiti